# Rostfrötangara
Rostfrötangara (Sporophila hypoxantha) är en fågel i familjen tangaror inom ordningen tättingar.

## Utseende
Rostfrötangaran är en liten finkliknande fågel med kort och knubbig näbb. Hanen är grå ovan och rostbrun under, med rostbrun övergump. Honan är olivbrun ovan och beigefärgad under. Båda könen har en liten vit fläck på vingen.

## Utbredning och systematik
Fågeln förekommer från Bolivia till Paraguay, södra Brasilien och norra Argentina. Den behandlas som monotypisk, det vill säga att den inte delas in i några underarter.

### Familjetillhörighet
Liksom andra finkliknande tangaror placerades denna art tidigare i familjen Emberizidae. Genetiska studier visar dock att den är en del av tangarorna.

## Levnadssätt
Rostfrötangaran hittas i högväxta gräsmarker, ofta intill våtmarker och i fuktiga områden. Där ses den ofta i flockar tillsammans med andra frötangaror.

## Status
Arten har ett stort utbredningsområde och beståndet anses vara stabilt. Internationella naturvårdsunionen IUCN listar den därför som livskraftig (LC).